# Zandborden

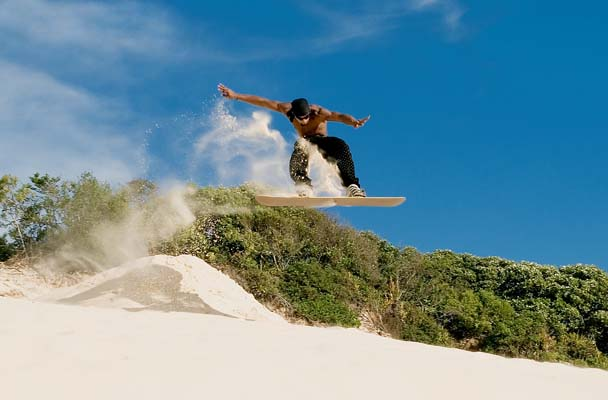
Een zandborder op de Fortalezaduinen.

Zandborden is een recreatieve activiteit, afgeleid van het snowboarden, die plaatsvindt op een duin, in tegenstelling tot op-sneeuw-bedekte bergen. 
Er is de mogelijkheid om met twee voeten aan het bord vast te zitten, maar men kan ook los op het bord staan. Deze laatste methode is echter gevaarlijker dan de eerste. 
De sport is minder populair dan snowboarden, omdat het praktisch niet mogelijk is om een skilift te bouwen op een zandduin, dus moeten de boarders elke keer omhoog lopen, of in een buggy naar boven rijden. Aan de andere kant kun je in elk jaargetijde zandboarden, in tegenstelling tot het snowboarden, wat in de winter gedaan moet worden. 
Peru is bekend om zijn grote zandduinen in de provincie Ica. Sommige bergen zijn langer dan 2 km. Een goed voorbeeld van zo'n zandduin is Huacachina. In Florence is er een Sand Master Park, een professioneel zandbordcentrum. 